# Gerhard Stauf
Gerhard Wilhelm August Stauf (* 28. Dezember 1924 in Burg (bei Magdeburg); † 25. April 1996 in Leipzig) war ein deutscher Grafiker, Illustrator und Kupferstecher.

## Leben
Stauf wurde als Sohn des Malers Heinrich Wilhelm Stauf und seiner Frau Martha Marie in Burg geboren. Nach einer 1939 begonnenen Ausbildung zum Gebrauchsweber in Magdeburg absolvierte er an der Abendschule fünf Semester Zeichenunterricht an der Meisterschule des Deutschen Handwerks Magdeburg.
Während des Zweiten Weltkrieges wurde er 1942 in die Wehrmacht eingezogen. In Afrika geriet Stauf in amerikanische Kriegsgefangenschaft, aus der er 1950 nach Burg zurückkehrte. Nach kurzer Arbeitsunfähigkeit arbeitete er zunächst an einem Holzschnittzyklus über Ereignisse der Burger Geschichte. 1951 wurde er zum Studium im Fach Illustration an die Hochschule für Grafik und Buchkunst Leipzig delegiert, das er 1956 abschloss und dem bis 1959 eine Aspirantur folgte. Seine Lehrer waren dort unter anderem Hans Mayer-Foreyt, Albert Kapr, Karl Krug und Heinz Völkel und sein Aspiranturmentor Heinrich Ilgenfritz. Einer seiner Kommilitonen war Joachim Nusser. Nach Abschluss seiner Ausbildung arbeitete er von 1961 bis 1962 als Entwerfer und Stecher bei der Deutschen Wertpapierdruckerei in Leipzig. Anschließend machte er sich selbständig und arbeitete als freischaffender Grafiker und Kupferstecher, insbesondere für das Ministerium für Post- und Fernmeldewesen der DDR. Im Laufe seines künstlerischen Lebens schuf er über 200 Briefmarkenmotive, von denen fünf Entwürfe mit der Goldenen Briefmarke der Fachzeitschrift Sammler-Express ausgezeichnet wurden.
Stauf war außerdem als Illustrator für Buch- und Zeitschriftenverlage wie den Domowina-Verlag Bautzen oder den Prisma-Verlag Leipzig beschäftigt und produzierte eine große Anzahl an Gebrauchsgrafiken für Theater und Industrie.
Durch Heinrich Ilgenfritz' Einfluss entstand von 1958 bis 1993 eine Exlibris Sammlung mit 76 Exemplaren, die überwiegend Kupfer- oder Holzstiche enthält. Ein großer Teil ist in der Burger Stadtbibliothek zu besichtigen.
Stauf nahm die politische und wirtschaftliche Entwicklung der DDR kritisch zur Kenntnis. Doch er bezweifelte die Richtigkeit der Deutschen Wiedervereinigung. Vom Postministerium der DDR kamen nun keine Aufträge mehr und er musste um seine wirtschaftliche Existenz kämpfen.
Stauf war Mitglied der Heinrich-Schliemann-Gesellschaft. Für diese entwarf er 1990 die Heinrich-Schliemann-Medaille. Ab diesem Jahr arbeitete er auch für einen Münchener Verleger, der eine Dokumentation über grafische Techniken mit Originalen herausgab, für die Stauf spezielle Arbeiten wie den Kupferstich mit dem Porträt Albert Einsteins oder den Elfenbeinstich nach Jean-Étienne Liotards Das Schokoladenmädchen anfertigte.
Stauf beteiligte sich an vielen nationalen und internationalen Ausstellungen und Wettbewerben. Seine Werke wurden häufig ausgezeichnet. Privat verband ihn eine Freundschaft mit der Schriftstellerin Brigitte Reimann.
Stauf ist in Leipzig-Plagwitz bestattet worden.

### Familie
1952 heiratete er während seines Studiums Hildegard Marie Pohlmann, mit der er zwei Kinder hatte. 1952 wurde Sohn Roland Gerhard und 1959 Tochter Undine Hildegard geboren.

## Mitgliedschaften
- SED
- 1956 bis 1990: Verband Bildender Künstler der DDR
- ab 1990: Bund Bildender Künstlerinnen und Künstler Leipzig

## Auszeichnungen
- 1. Preis in der Kategorie Kupferstich des internationalen Exlibris-Wettbewerbes anlässlich des 6. Kongresso Eureo de Exlibris in Barcelona (1958)
- Goldene Briefmarke der Fachzeitschrift Sammler-Express (1965, 1967, 1979, 1980 und 1990)
- Heinrich-Schliemann-Medaille (1990)

## Werke (Auswahl)
- 76 als Kupfer- oder Holzstich ausgeführte Exlibrisarbeiten (1958–1993)[2]

### Kupferstiche
| - Sammlerfleiß (1958) - Liebhaberei (1958) - Unsterblicher Geist (1958) - Sammler H. zu seiner Zeit (1958) - Don Quichote und Sancho Pansa (1958) - Volkstanzpaar (1959) - Wein, Weib und Gesang (1959) - Hühnerfamilie (1959) - Faust und Mephisto (1960) - Tauschende Exlibrissammler (1961) - St. Trinitatis (1961) - Don Quichote (1962) - Don Quichote und Sancho Pansa (1962) - Bücherspende an die Universität Oulu (1966) - Etruskischer Leierspieler (1967) - Poseidontempel zu Paestum (1968) - Silberdistel (1970) - Das Leben wahren (1982) - Stillleben mit Lilien, Mohn und Rosen (1982) - Musizierende und tanzende Bauern um 1546 (1984) | - Das Urteil des Paris (1985) - In Behandlung (1985) - Gesundheit und Arbeit (1987) - Köhler errichtet Meiler (1988) - Holländisches Paar beim Wein (1988) - Fortuna beim Drucker (1989) - Lew Tolstoi (1989) - Beflügeltes Buch mit dem Bildnis Lucas Cranach (1989) - Appolon (1989) - Porträt Hans Fallada (1990) - Kopie nach M.S. Merian (1990) - Friedrich von Schiller (1990) - Bertolt Brecht (1990) - Veritas (1991) - Gesundheit (1991) - Stärker als jeder Arzt (1991) - Lebensfreude und Musik (1991) - Freundschaft – auch im Wettkampf (1991) - Der Zauberlehrling (1992) - Goethe, Faust I, Auerbachskeller in Leipzig (1992) | - Naturschutz – hegen und pflegen (1993) - Ernst Barlach (1993) - Hermann und Reglindis im Naumburger Dom (1993) - Schwejk nach dem Kriege im Kelch in Prag (1993) - Carmen befragt die Karten (1994) - Richard Wagner – Die Meistersinger von Nürnberg – Hans Sachs (1994) - Falstaff im Weinkeller (1994) - Joker (1994) - Heinrich Vogeler (1994) - Asienforscher Sven Hedin (1994) - Johann Gutenberg (1994) - Ein Leben (1994) - Die Geburt der Venus (1995) - Aus “Der Ring des Nibelungen” (1995) - Stefanie und Matthias (1995) - Diana (1995) - Wilhelm Busch/Max und Moritz (1995) - Johann Wolfgang von Goethe (1995) - Alfred Kubin (1996) |

### Holzstiche
- Holzschnittzyklus: Ereignisse der Burger Geschichte
- Finnische Landschaft (1959)
- Tabak (1963)
- Blumenkranz (1963)
- Gautschfest (1967)
- Don Quichote und Sancho Pansa (1976)
- Die Stadtansicht von Röbel (1981)
- Waage, Sextant und Buch (1987)
- Albert Kapr (1995)

### Strichätzungen
- Musizierender Seemann (1974)
- Initial “Z” mit Zander (1980)
- Buch, Dolch und Lorbeerzweig (1981)
- Die Kellerassel (1992)

### Radierungen
- Exlibrissammler (1958)
- Bastian in seiner Freizeit (1989)
- Beethoven – Fidelio, Chor der Gefangenen (1993)

### Briefmarken
- 181 Briefmarkenentwürfe
- 13 Mitarbeiten an Markenentwürfen in Kollektivarbeit
- 10 stahlgestochene Markeneigenentwürfe
- 7 fremdentworfene Briefmarkenstiche
- 2 Briefmarkenentwürfe für Jemen, 1961
- 2 Reinzeichnungen nach Fremdentwürfen für Tansania, 1965[3]

## Teilnahme an zentralen und wichtigen regionalen Ausstellungen in der DDR
- 1965, 1974, 1979 und 1985: Leipzig, Bezirkskunstausstellungen
- 1967 bis 1988: Dresden, VI. Deutsche Kunstausstellung bis X. Kunstausstellung der DDR
- 1970: Berlin, Altes Museum („Im Geiste Lenins“)
- 1981: Dresden, Ausstellungszentrum am Fučík-Platz („25 Jahre NVA“)